# فهد السبيعي (لاعب كرة قدم مواليد 1988)
فهد علي السبيعي لاعب سعودي .
```
لعب لنادي 
النصر
 في الفئات السنية، ولعب للفريق الأولمبي لمدة موسمين، ونسق من النصر موسم 2009 - 2010، ووقّع عقد احترافي مع نادي 
القادسية
 لمدة 5 سنوات و في يناير 2014 انتقل إلى نادي الرائد لعب بعدها لأندية 
نجران
 
والشعلة
 و  
نادي الكوكب
 
ونادي الرياض
.
[
1
]
```